# Osvaldo Jaconi
Osvaldo Jaconi (Mandello del Lario, 19 gennaio 1947) è un allenatore di calcio ed ex calciatore italiano, di ruolo centrocampista.
È l'allenatore che detiene il record del maggior numero di promozioni nel calcio italiano, avendo ottenuto con le proprie squadre undici salti di categoria, di cui otto tra i professionisti e tre tra i dilettanti, superando Gigi Simoni, che ne ha ottenute otto, tutte in campionati professionistici.
Considerando anche i ripescaggi ottenuti con il Lecco nella stagione 1989-90 e con Civitanovese nella stagione 2008-09, il totale sale a dodici promozioni, di cui nove tra i professionisti.

## Carriera

### Giocatore
Cresciuto nel Seregno, militò in seguito per dieci anni come centrocampista offensivo nel Lecco, raggiungendo la Serie A nella stagione 1966-1967, collezionando 3 presenze. Finita la parentesi lombarda, giocò in varie squadre di Serie C: Teramo, Brindisi e Civitanovese; in quest'ultima squadra, nel 1981, terminò la carriera da calciatore iniziando la carriera d'allenatore.

### Allenatore

#### Inizi
Ha avuto una lunga carriera di allenatore in Serie C, diventando protagonista della storica scalata del Castel di Sangro presieduto da Gabriele Gravina dalla Serie C2 alla Serie B, ottenuta nelle stagioni 1994-1995 e 1995-1996, e della successiva salvezza in Serie B del 1996-1997, che resero Castel di Sangro il più piccolo centro mai rappresentato nella seconda divisione professionistica nazionale. In seguito, riuscì a portare in serie cadetta anche il Savoia e il Livorno.

#### Il biennio biancoscudato
Jaconi nella stagione 1998-1999 venne chiamato ad allenare la compagine torrese nel campionato di Serie C1 riuscendo a portare in serie cadetta i bianchi di Torre Annunziata qualificandosi quinta e vincendo nei play off prima con il Palermo (1-0 allo San Paolo e (0-1) alla Favorita) e poi superando la Juve Stabia per (2-0) nella finale allo Stadio Partenio di Avellino. L'anno seguente, a stagione in corso in Serie B, venne esonerato.

#### Il biennio livornese
Durante la presidenza di Aldo Spinelli a Livorno, il tecnico mantenne la carica per due campionati interi e consecutivi ove arrivato nell'estate 2000, se n'era andato all'indomani della promozione ottenuta il 5 maggio 2002 alla fine di un campionato dominato per tutto il girone di ritorno, con Igor Protti (53 gol in due anni fra Campionato e Coppa It.rno.
Il primo campionato venne chiuso al terzo posto dopo aver perso la finale play-off di Como, insieme a risultati come Livorno-Como (2-1), Livorno-Modena (3-1), Livorno-Pisa (3-0), Livorno-Lucchese (2-0), Livorno - Brescello 4-0, Livorno - Reggiana 5-0, Livorno - Arezzo 5-3. Fu nominato dai tifosi amaranto Vodz. La formazione tipo era un 3-5-2 con Ivan; Cannarsa, Vanigli, Giuseppe Geraldi; Tonino Martino (Giacomo Nincheri), Domenico Di Carlo, Giuseppe Alessi, Doga; Giacomo Lorenzini, Igor Protti.
La stagione successiva fu nel girone d'andata un continuo inseguimento del Treviso, con risultati come Arezzo-Livorno (0-1), Livorno-Pisa (2-0), Triestina-Livorno (0-3) e Livorno-Lucchese (3-0). Alla penultima d'andata lo scontro diretto fu Livorno-Treviso (4-1) con i labronici al 2 posto. Nel girone di ritorno, mentre calava il Treviso cresceva lo Spezia, ma il filotto di partite Livorno-Arezzo (2-0), SPAL-Livorno (2-4), Livorno-Carrarese (4-1), Livorno-Reggiana (3-0) e Pisa-Livorno (1-3), e la prima sconfitta della stagione subita contro lo Spezia. Le quattro giornate restanti dettero altrettante vittorie.
Osvaldo Jaconi avrebbe detto in seguito che "dopo la finale di Como non ero più solo l'allenatore, ma anche uno dei tifosi."

#### Ultimi anni
Nel novembre del 2008 tornò ad allenare la Civitanovese, che militò in Eccellenza Marchigiana; ottiene, grazie ad un ripescaggio, la Serie D. Il 3 giugno 2010 ha firmato un contratto annuale con il Bassano in Lega Pro Prima Divisione. Il 13 marzo 2012 viene esonerato e sostituito da Giuseppe Brucato..
Nel 2012-13 allena il Montegranaro in Eccellenza Marche e ottiene la promozione in Serie D, eliminando in semifinale playoff la Pesciauzzanese e in Finale il Lattedolce Sassari.  
Nella stagione 2013-2014 ritorna ad allenare la sua amata Civitanovese in Serie D 2013-2014 venendo esonerato a dicembre per diverbi con la società, poi, il 18 novembre 2014 viene chiamato ad allenare la Fermana al posto dell'esonerato Guido Di Fabio. Il 30 novembre 2015 si dimette per motivi personali, ritirando le dimissioni pochi giorni dopo..
Il 29 febbraio 2016 interrompe consensualmente il rapporto di collaborazione con la Fermana.
Il 17 febbraio 2023, dopo 7 anni di inattività, viene annunciato come nuovo allenatore della Sangiorgese assieme a Enos Polini, squadra marchigiana che disputa il torneo di Prima Categoria. Sotto la sua guida il club nerazzurro riesce a centrare la qualificazione per i playoff. A fine stagione, anche a causa della fusione della società con la limitrofa Monterubbianese, non viene confermato. Il 20 febbraio 2024, con la squadra in Promozione, Jaconi e Polini sono richiamati sulla panchina della Sangiorgese, con la squadra all'undicesimo posto in classifica. Confermati per la stagione 2024-25, dopo un avvio da incubo, con un punto conquistato dopo sei giornate che inchioda la squadra all' ultimo posto in classifica, il 14 ottobre rassegnano le dimissioni.

## Palmarès

### Giocatore
- Campionato italiano Serie C: 1

Lecco: 1971-1972
- Promozioni in Serie A: 1

Lecco: 1965-1966

### Allenatore
- Promozioni in Serie B: 3

Castel di Sangro: 1995-1996
Savoia: 1998-1999
Livorno: 2001-2002
- Promozioni in Serie C1: 5

Civitanovese: 1982-1983
Fano: 1984-1985
Leonzio: 1992-1993
Castel di Sangro: 1994-1995
Ivrea: 2005-2006
- Promozioni in Serie C2: 1

Lecco: 1989-1990
- Promozioni in Serie D: 2

Civitanovese: 2008-2009
Montegranaro: 2012-2013

### Individuale
- Panchina d'argento: 1 Guerin d'oro: 1

1995-1996 : 1995-1996